# Dolní Zálezly
Dolní Zálezly (en allemand : Salesel) est une commune du district et de la région d'Ústí nad Labem, en Tchéquie. Sa population s'élevait à 582 habitants en 2021.

## Géographie
Dolní Zálezly se trouve sur la rive gauche de l'Elbe, à 8 km au sud du centre d'Ústí nad Labem et à 65 km au nord-ouest de Prague.
La commune est limitée par Stebno au nord, par Ústí nad Labem à l'est et au sud, par Prackovice nad Labem au sud-ouest, et par Řehlovice à l'ouest.

## Histoire
La première mention écrite de la localité date de 1226.

## Transports
Par la route, Dolní Zálezly se trouve à 11 km d'Ústí nad Labem, à 21 km de Litoměřice et à 76 km de Prague.